# 真田志郎
真田 志郎（さなだ しろう）は、アニメ「宇宙戦艦ヤマトシリーズ」の登場人物。
声優は、オリジナルでは青野武、リメイクアニメでは大塚芳忠。『SPACE BATTLESHIP ヤマト』での俳優は柳葉敏郎。

## キャラクター解説
宇宙戦艦ヤマトの工作班長。『宇宙戦艦ヤマトIII』および『宇宙戦艦ヤマト2199』では副長も兼任する。2171年生まれ。科学技術全般に精通しており、敵の攻撃兵器の特性を即座に見抜き、試作機に近い対抗策もたびたび実戦投入し失敗が無いなど、シリーズを通してさまざまな場面で名参謀ぶりを発揮する。両手両足は事故で失い、爆弾を組み込んだ義肢である。
古代進の兄の古代守とは宇宙戦士訓練学校（第1作第18話の回想シーンでは「宇宙基地訓練所」と書かれている）での同期かつ親友（真田曰く「派手な守と地味な俺だったが、奇妙に馬が合った」とのこと）であり、後には進を本当の弟のように思い、彼を公私にわたって手助けする。
第1作『宇宙戦艦ヤマト』第26話の空間磁力メッキや『宇宙戦艦ヤマト2』第10話のエネルギー吸収装置、『ヤマトよ永遠に』の波動カートリッジ弾など、新兵器やアイテムをほとんど何の伏線もなく登場させることが多々ある。これに関連し、「こんなこともあろうかと」というセリフが代名詞として各種媒体で多用されているが、実際に本編中でこのセリフを発したことは『宇宙戦艦ヤマト 完結編』までのシリーズ作品では1回もなく、『ヤマト2』第10話で「たぶんこんなこともあろうと思って〜」という似たセリフを発したのみである。
初期設定名は「真田佐助」で、由来は猿飛佐助。初期設定では49歳であり、本編とは異なる科学万能主義者で、人より機械を信じる性格だった。また、航海途中で反乱を起こす予定だったが、スタッフが徳川と間違えたため、反乱の首謀者ではなくなる（宇宙戦艦ヤマト#未使用設定を参照）。豊田有恒原案・石津嵐作の小説版『宇宙戦艦ヤマト』では、初期設定に近い人物描写となっている。また、1977年7月発売の映画版『宇宙戦ヤマト』の劇場公開と合わせて発売された、主題歌とドラマの一部を収録したLPレコード盤『宇宙戦艦ヤマト』での人物紹介でも、名前・性格とも豊田・石津版小説と同様になっている。
劇場版第1作の字幕などでは「真田志朗」の表示が見られることがある（PSゲームシリーズのEDクレジットでは『イスカンダルへの追憶』を除き、「真田志朗」で統一されている）。

## 劇中での登場
宇宙戦艦ヤマト
第3話から登場。波動エンジンを活用した新兵器である波動砲の開発をはじめ、第18話のシームレス戦闘機や第26話の空間磁力メッキなど、色々なものを開発する。また、第8話でのガミラス冥王星基地反射衛星砲破壊工作隊指揮、第9話でのアステロイドシップ計画、第11話でのデスラー機雷排除、第18話での無人宇宙要塞爆破、第22話でのドリルミサイル逆転など、開発以外の面でも多くの場面で活躍している。
第18話では、画家志望の少年だった小学生の時に家族で遊びに行った遊園地での事故で姉の命と自らの手足を失って以来、科学を屈服させるべき傲慢な敵と認識し、科学畑のプロになったという過去が明かされる。また、古代守と同期で親友だったことや、地球にとって最終決戦である冥王星会戦の際に守が艦長のミサイル艦「ゆきかぜ」を整備しながらも、同艦に地球への帰還性能を保証できなかったと悔やんでいることも語り、進に謝罪した。このシーンは後に、第25話でイスカンダルで守が生存していたことを知らされ、喜び勇んで艦長室に駆け付けて来る場面につながる。
さらば宇宙戦艦ヤマト 愛の戦士たち
地球防衛軍科学局に勤務。古代進が持ち帰った謎のメッセージを解析し、接近中の白色彗星との関連を危惧して古代と共に防衛会議へ調査を進言するが却下され、古代と共に旧乗組員に呼びかけ、廃艦処分となったヤマトで旅立つ。
白色彗星帝国の都市帝国に侵入しての決戦では、艦長代理の古代にヤマトへの帰還を薦め、自らは斉藤始と共に動力炉へ突入する。最後は敵兵を食い止めつつ立往生した斉藤の亡骸を抱えながら、仕掛けた爆弾に点火して爆死する。なお、死地に赴くにあたり、古代に「（古代を）実の弟のように思っていた」と言っている。
宇宙戦艦ヤマト2
第1話から登場。地球防衛軍科学局局長。大幅に自動化された最新鋭戦艦アンドロメダに対し、「戦いは人間がするもの」との考えから「戦艦ではなく戦闘マシーン」と呼び、「この艦では敵に勝てない」と評した。
白色彗星観測とメッセージ解析は『さらば』とほぼ同様であるが、積極的に蜂起を促した『さらば』とは逆に、本作ではヤマト発進に急く古代を「俺たちだけでヤマトは動かせんぞ」と抑えて冷静な判断をするよう落着かせる役回りであり、その後も古代ら他の乗組員たちを精神的に導く立ち位置にいる。また、主砲をはじめとするヤマトの装備を改良していたが、第6話では戦争のために新兵器が役に立つことに複雑な心境をのぞかせている。
第25話の都市帝国での戦いでは、義肢である左脚を破損したために動力炉までは同行せず、敵を食い止めつつ古代と斉藤に動力部の爆破を指示し、最後は古代と共にヤマトへ生還した。そのため、『さらば』での「弟」云々のセリフはなくなった（代わりに斉藤が、自分より年下の古代を兄貴のように思っていたとの趣旨のセリフを発している）。その後、古代に「デスラーにならって人類は生き延びるために努力するべき」と語りつつ、古代に背負ってもらい救命艇でヤマトを退艦する。
宇宙戦艦ヤマト 新たなる旅立ち
古代進と共に、新乗組員の訓練航海へ出航したヤマトに乗り組む。暴走したイスカンダル星からスターシャたちの救助へ行った際、親友である古代守に脱出を必死に呼びかけた。
また、未公開シーンでは真田がコスモタイガーIIを駆って出撃し、大ピンチに陥った守を援護する場面が存在した。
ヤマトよ永遠に
地球防衛軍司令長官の命により、小惑星イカルスの天文台にてひそかにヤマトを保管・改造する一方、宇宙戦士訓練学校校長山南の下で生徒の訓練に務めていた。暗黒星団帝国との戦いでは敵の謎の超大型ミサイルをハイペロン爆弾と見破り、起爆装置は敵母星にあると推測する。
また、古代守とスターシャの娘サーシャを姪の真田澪として預かり、教育していた。このため、サーシャには自身の娘のような感情を抱いている。デザリアム本星攻撃の際、サーシャがデザリアムに残っていることで新波動砲の発射を躊躇している古代進を怒鳴りつける一方、たった1年だが親代わりにサーシャを育てた自身にも耐えがたい葛藤があることを吐露している。なお、サーシャの実父かつ自分の長年の親友であった守が殉職したことに関しては、真田の想いは描かれていない。
宇宙戦艦ヤマトIII
第1話から登場。航海班長島大介と共にヤマトの副長に任命され、艦長となった古代を補佐して「第二の地球探し」に努める。死んだ筈の盟友・古代守とスターシャの幻を惑星ファンタムで目にした際は、沈着冷静な真田ですら動揺を隠せなかった。
第17話・第18話では、ガルマン・ガミラス帝国のフラウスキーとともに太陽の核融合異常増進を制御に向かうため、ヤマトと別行動をとっている。
宇宙戦艦ヤマト 完結編
ディンギル帝国のハイパー放射ミサイルに対し、初めて攻撃を受けた際は艦長＝古代に総員の宇宙服着用を提案。咄嗟の対策で乗組員全員の死亡は辛うじて免れる事になるものの、自らも放射線を浴びて仮死状態に陥った。地球へ帰投し救護班が駆け付けた直後に覚醒し、生死不明で倒れていた古代を見て自殺を図った森雪の手から銃を叩き落とす。すぐに防御装置の研究を始め、対ハイパー放射ミサイル艦首ビーム砲を開発してヤマトの危機を救う。都市衛星ウルクでの戦いでは、「古い地球文明を受け継いでいるなら都市は神殿を中心に構成されている」と進言し、敵中枢部の位置を特定する。
ヤマト自沈の際は、内部爆破のセッティングを古代たちと共に行い、退艦後は古代と雪に続く形でヤマトと沖田に対して敬礼を行った。
宇宙戦艦ヤマト 復活篇
地球連邦科学局長官。観測史上初の移動性ブラックホールを観測し、地球を飲み込むことが確実になったことにより開始された人類移民計画を進める。第3次移民船団護衛のためにヤマトを復活させ、古代進をヤマト艦長および第3次移民船団指令に任命する。
終盤では地球から脱出せず、科学者として地球の最期を見届けようとする。その後、英雄の丘に赴いて沖田の像に敬礼し、発進していくヤマトを見て口元に笑みを見せる。
通常版エンディングでは、ヤマトの六連発のトランジッション波動砲のエネルギーを一度に発射したらどうなるかなど、それに対するセキュリティロックをかけ、計算したらロックが解けるようにするなど、先見の明は衰えていない描写を見せている。

## リメイクアニメ
『宇宙戦艦ヤマト』のリメイク作品である『宇宙戦艦ヤマト2199』を初作とする本シリーズでは、ヤマトの技術長兼副長となっている。第一艦橋の席が太田と入れ替わっている（前方の窓から見てより奥になった）。
敵や事象の分析・解析などに多大な功績を挙げている反面、戦闘指揮は不慣れであり、『2199』第13話の対次元潜航艦戦や同作第15話の対ドメル艦隊戦において臨時指揮を執った際は、いずれも敵の罠に落ちてしまっている。
性格面では感情を表に出すことが少なく、『2199』第5話では古代から「コンピューター人間」と評されている。しかし、中原中也の詩集を読む、同作第9話で岬百合亜の艦内ラジオに寓意あふれる幻想小説の朗読をリクエストする、同作第13話の対次元潜航艦戦では古代の熱意に押されて独断専行を許すなど、単なる知性派ではない深い情の持ち主でもある。
ヤマト乗艦以前の経歴も変更され、MITと宇宙防衛大学を経て国連宇宙軍に入隊し、幕僚監部作戦部9課に所属して「ヤマト計画」の中枢に関わっていたと設定されている。また、旧作シリーズ同様、古代守とは宇宙防衛大学からの親友となっており、中原中也の詩集も彼から譲り受けたものである。

### 劇中での登場（リメイクアニメ）
宇宙戦艦ヤマト2199 / 宇宙戦艦ヤマト2199 星巡る方舟
第1話から登場。階級は三等宙佐、年齢は29歳。作戦部9課に所属してヤマト計画の中枢に関わった後、ヤマトへ乗艦する。沖田の懐刀であり、科学解析・情報分析・開発・工作を統括するほか、沖田が持病の悪化などで艦の指揮を取れなくなった際には、代理で臨時に指揮を執る。
メ号作戦が陽動であることを知っていながら極秘であるゆえに真実を守に告げることができず、そのことを悔やみ続けている。そのため、第1話で土方竜から「古代（守）は残念だった」と言われる、第4話で発見されたユキカゼの残骸に敬礼する、第5話でユキカゼの生存者について再度確認するなど、守に関わる描写が散見される。第17話では、亜空間ゲートのシステム衛星を再起動する際に大量の中性子が放出されることを知って進と雪を制御区画から閉め出した後に守のことを進に告白し、その罪滅ぼしも兼ねて自分だけ犠牲になろうとするが進の言葉に心を打たれ、中性子を通しにくい水中に潜って生還する。ヤマトに戻った後には詩集を守の形見として進に譲ろうとするが、遠慮されて再び譲り受ける。
『星巡る方舟』では、終盤の対ガトランティス戦で進に指揮権を委譲し、優しく見守る。
宇宙戦艦ヤマト2202 愛の戦士たち
第1話から登場。年齢は33歳。波動砲艦隊計画を推し進める政府に対し表立って反発した進とは対照的に、面従腹背し科学局の要職に就いてヤマトの再整備に携わりつつ、地球政府と軍の闇を探っていた。時間断層の存在を突き止めるも正攻法での追及は叶わず、進たちと共にテレサのメッセージに応えるべくヤマトを無断発進させる。
本作ではかつての対次元潜航艦戦における自身の指揮への反省から、合理を超えた決断力を重視し、進にヤマトの全指揮権を譲っている。一方、敵や物事に対する分析能力は本作でも随所で発揮されており、テレサの力を求めるズォーダーの目的を推測という形ではあるがいち早く察知している。
最終話では、時間断層を代償に古代と雪を救出するという計画の是非を国民投票で問う際、救出側に立って演説を行った。
「宇宙戦艦ヤマト」という時代 西暦2202年の選択
フェイクドキュメンタリー形式の本作では、番組の出演者という立場で登場する。二等宙佐に昇進しており、肩書も「元宇宙戦艦ヤマト副長」となっている。
『2199』の前史から『2202』までの時代を真田の視点で振り返りつつ、当時の彼自身の心情なども語られる。
宇宙戦艦ヤマト2205 新たなる旅立ち
第65護衛隊所属戦闘空母ヒュウガの艦長を務める。二等宙佐。